# Сорель-Трасі
Соре́ль-Трасі́ (фр. Sorel-Tracy) — місто у провінції Квебек (Канада), у адміністративному регіоні Монтережі. Головне місто регіонального муніципалітету П'єр-Де Сорель (фр. Pierre-De Saurel).
Розташоване на південному березі річки Святого Лаврентія, біля гірла річки Рішельйо.

## Історія Сорель-Трасі
Сорель — четверте найстарше місто Квебеку. У 1642 році губернатор Нової Франції Шарль Юо де Монмані (фр. Charles Huault de Montmagny) побудував на цьому місці Форт Рішельйо для захисту колонії від ірокезів.
Назва Сорель походить від П'єра Сореля, першого сеньйора цієї місцевості (з 1672). Назва Трасі — від іншого сеньйора, Александра де Прувіль, Сеньйора де Трасі (фр. Alexandre de Prouville, Sieur de Tracy).